# Corrida dans les médias

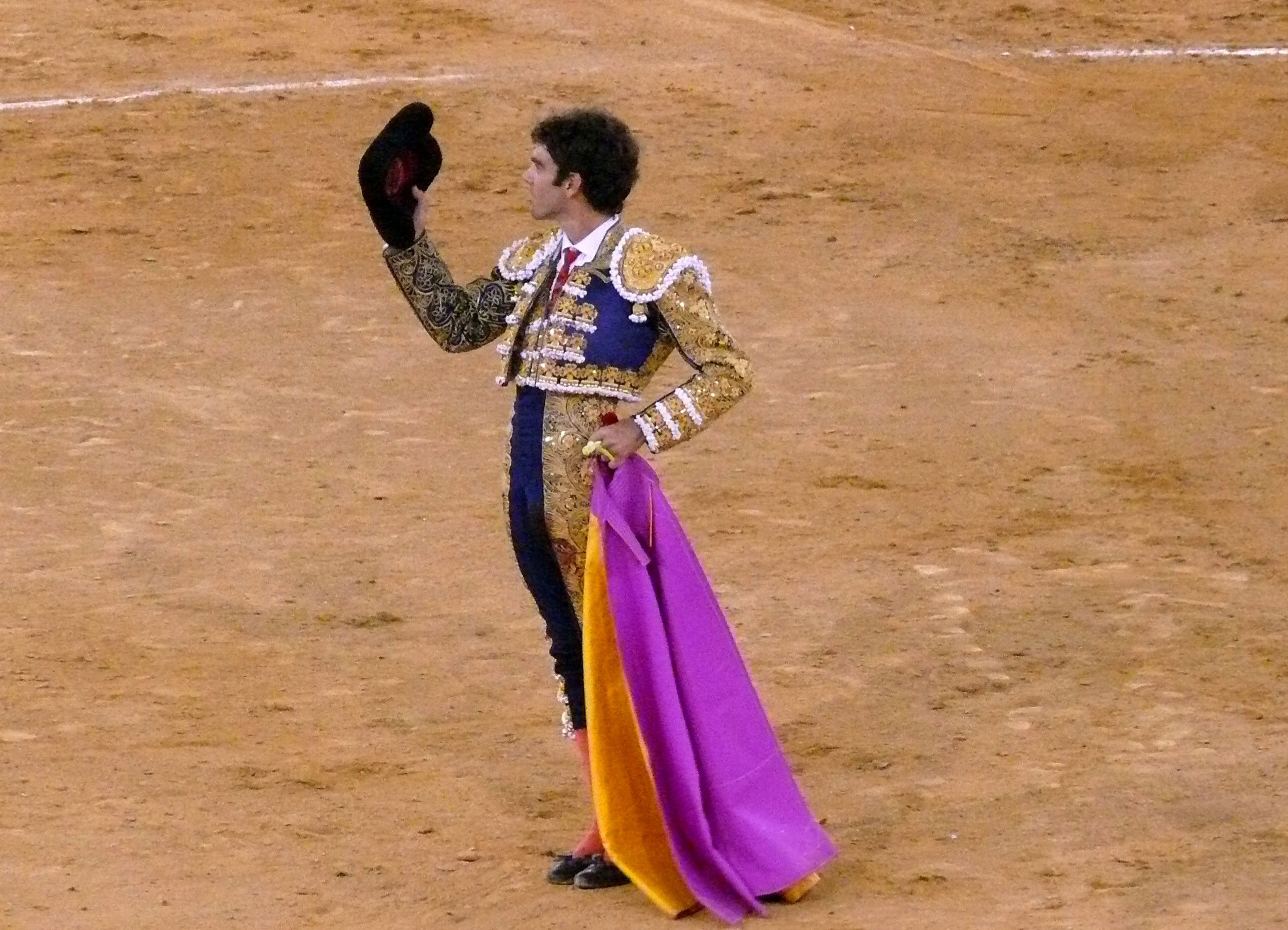
José Tomás saluant la présidence

La corrida est présente dans les médias de nombreux pays, tels que l'Espagne, la France, ou certains pays d'Amérique latine. 

## À la télévision

### En Espagne
Le cas de la télévision nationale espagnole, RTVE est à ce titre exemplaire. RTVE, qui n'a pas de ressources publicitaires, possède deux canaux frères : La 1 et La 2, financés par les ressources publicitaires. La 2 diffuse chaque semaine des informations sur la saison tauromachique, avec des extraits de corridas dans l'émission Tendido Cero qui a retransmis le 23 octobre 2010 à 13h45, des informations sur la temporada (saison tauromachique) en Espagne, avec des images de corrida et de corrida de rejón ainsi que le 30 octobre à 13h50. Les horaires de cette émission hebdomadaire sont consultables sur le site de la chaîne.
Les droits des retransmissions télévisées atteignent des coûts très élevés dès les années 1990. De plus, le monopole exercé par de nouveaux groupes barre la route à toute initiative gratuite, ce dont l'avocat Xavier Daverat s'inquiétait déjà en février 2003. « Suspendre l’avenir d’un secteur à des logiques marchandes constitue d’ailleurs un risque généralisé dont le cinéma n’est pas forcément le seul otage. Ainsi, la fusion dont on ne parle jamais en France entre Canal+ et Via Digital risque-t-elle de remettre en cause les droits télévisés versés pour la retransmission des spectacles tauromachiques des principales plazas espagnoles (Madrid, Séville…), qui jouaient justement sur la concurrence entre les opérateurs, et qui pourraient se voir opposer le diktat d’un opérateur unique déstabilisant l’ensemble des montages financiers des principales ferias. Le milieu taurin pourrait alors faire l’expérience à son tour d’une dépendance généralisée alliée à des révisions de stratégies. ».
La même année, Robert Bérard constate : « les chaînes versent des sommes importantes pour avoir la possibilité d'assurer en direct la retransmission des corridas, en particulier des principales ferias de la saison (temporada). Les ferias incluent dans leurs prévisions budgétaires les droits d'achat des diverses courses retransmises. Jusqu'en 1999, les chaînes publiques diffusaient chaque semaine des corridas que pouvait capter toute la péninsule Ibérique. Grâce à TVE internationale, la couverture était assurée également à une partie de l'Europe. Depuis l'apparition de Via Digital (groupe Telefónica) et Canal Satélite Digital (groupe Canal+), bouquet crypté et payant, cette diffusion est réduite, car la nouvelle chaîne spécialisée s'est assuré la retransmission des corridas pouvant attirer le plus grand nombre de téléspectateurs. TVE I et TVE international se contentant d'environ huit à dix corridas dans l'année, les cartels les plus alléchants restaient dans les programmes de Via digital. ».
Les empresas (gérants d'arènes) ont aussi leur responsabilité dans cette décision qui a eu lieu en 2004, comme l'indique le site taurin Corrida.TV. « Les empresas nombrilistes réclament des droits de plus en plus élevés. ». Ainsi les aficionados les moins favorisés, qui n'avaient pas les moyens d'acheter un billet pour aller dans les arènes, et qui se retrouvaient au café pour suivre en groupe la corrida télévisée, ont-ils été les premiers pénalisés.
La décision de la RTVE est également due aux tarifs prohibitifs demandés par certains matadors, qui ont œuvré à faire monter les enchères peu après 1999, date de l'installation du monopole de Via Digital. Ainsi José Tomás a-t-il refusé les retransmissions en direct,  ainsi que Joselito (José Miguel Arroyo Delgado), les deux matadors avaient le même impresario en 2000. Leur décision était motivée par le désir de « protéger leur image, pensant aussi que le fait de ne pas apparaître à la télévision inciterait les aficionados à venir les voir dans les plazas ». Dans les années qui ont suivi, le nombre de leurs contrats a considérablement chuté au contraire de Enrique Ponce ou de El Juli qui ne posaient aucune conditions.
En 2007, la RTVE annonce finalement l’arrêt des retransmissions de corridas en direct, sous l’effet conjoint des pressions économiques, des problèmes posés par la diffusion aux heures d’écoute enfantine et du rejet de ces émissions par les annonceurs,. 
La chaine Canal+ Toros, appartenant au groupe Prisa TV est une chaîne privée consacrée à la Tauromachie.
Il reste que plusieurs télévisions régionales diffusent des corridas en direct, à travers toute l'Espagne, mais aussi en Amérique latine,.
Le 5 septembre 2012, la corrida a fait un retour qualifié selon les journaux de « triomphal » ou de moment « grotesque ». Le Monde du 6 septembre précise que la retransmission de corridas a été très suivie en Catalogne avec une part d'audience de 9 %, et au Pays basque avec une part d'audience de 13 %. Selon El Pais, il s'agirait d'un régression puisque ces retransmissions coûtent cher et il a fallu que les toreros renoncent à leur salaire, ce qui est anormal car La retransmisión de un producto cultural no debe depender de que sus protagonistas renuncien a sus salarios (la retransmission d'un produit culturel ne doit pas dépendre du bénévolat des protagonistes, ni de sa part d'audience. L'art doit être promu naturellement sans plus). El Pais souligne également « la régression et le caractère vain de la décision de la chaîne, alors que la culture anti-corrida est de plus en plus prégnante en Espagne. »
Le Monde souligne encore le caractère politique du débat : « Vue comme un retour triomphal ou un moment grotesque selon les journaux, cette diffusion controversée révèle avant tout le caractère politique du débat sur la tauromachie. » Un aspect souligné par d'autres journaux espagnols comme El Mundo pour lequel « La conclusion est claire, l'antitaurinisme de certains gouvernements de régions autonomes est politique, et non social. »

### En France
Il est légal de diffuser des spectacles de corrida à la télévision. Cependant, certaines règles doivent être suivies. La signalétique jeunesse doit être utilisée avant ces diffusions, qui sont déconseillée le dimanche matin, période où les enfants regardent la télévision. Enfin, la mise à mort ne doit jamais être diffusée.
De 1986 jusque dans les années 1990, Canal+ diffusait des résumés de corrida. En 2019 encore, France 3 diffusait des émissions tauromachiques.

## Autres médias

### Sur Internet
Le développement d'Internet a permis aux opposants à la corrida de créer des sites anti-corridas accessibles en plusieurs langues par l'ensemble de l'Europe, au moment où certaines villes européennes jumelées avec des villes taurines françaises ou espagnoles manifestent à cette occasion leur hostilité à la corrida.